# Nannophilus vandeli
Nannophilus vandeli är en mångfotingart som beskrevs av Demange 1959. Nannophilus vandeli ingår i släktet Nannophilus och familjen småjordkrypare. Inga underarter finns listade i Catalogue of Life.